# Pandan Island
Pandan Island ist eine 20 ha große Insel in den Philippinen. Sie ist seit 1994 als geschütztes Gebiet ausgewiesen, 2 km vor der Küste der Frachthafenstadt Sablayan. Die etwa tropfenförmige Insel wurde nach der hier häufig vorkommenden Pandan-Palme benannt. Von ihr gibt es etliche Unterarten, wobei die Früchte der Pandanus amaryllifolius u. a. in Getränke- und Parfümindustrie verwendet werden und auch Gefallen bei den Flugfüchsen finden. Daher stammt auch der malaiische Name: Pandan ~ Duft, Geruch.
Bekannt ist die Insel (mit Unterkünften in Bambusbungalows) für ihren schönen Sandstrand und ein umlaufendes nahes Riff, das bei Schnorchlern und Tauchern beliebt ist. Sie können von hier aus auch das weltbekannte Apo-Riff anfahren. Begrenzte Unterkünfte in der mittleren Kategorie sind vorhanden. (Siehe Weblinks.)